# Schaffneropsallus
Schaffneropsallus is een geslacht van wantsen uit de familie van de Miridae (Blindwantsen). Het geslacht werd voor het eerst wetenschappelijk beschreven door Schuh in 2006.

## Soorten
Het genus is monotypisch en bevat alleen de volgende soort:

- Schaffneropsallus oaxacensis Schuh, 2006